# Andrzej Wajda
Andrzej Witold Wajda, född 6 mars 1926 i Suwałki i Podlasien, död 9 oktober 2016 i Warszawa, var en polsk filmregissör.

## Biografi

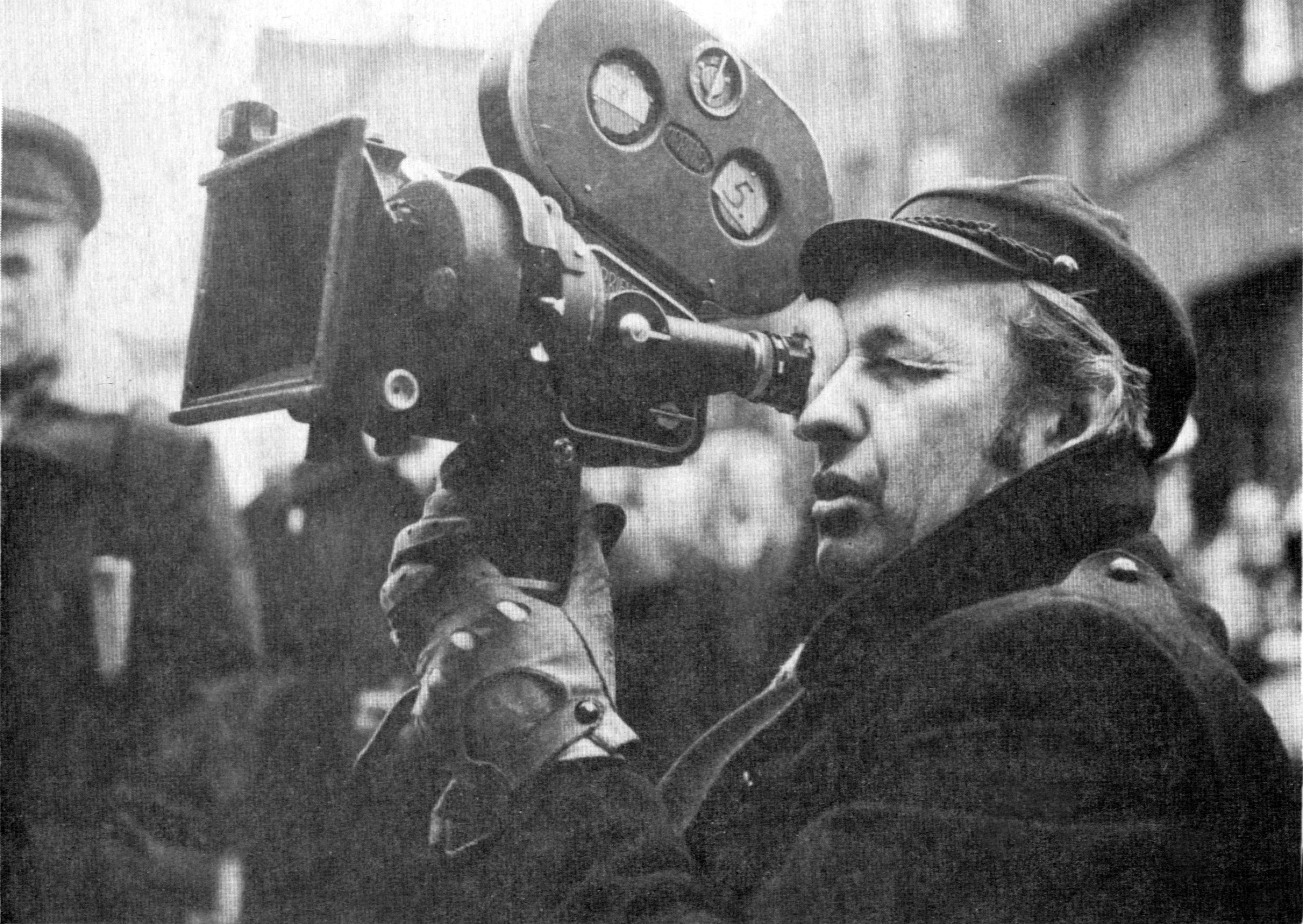
Andrzej Wajda, 1974.

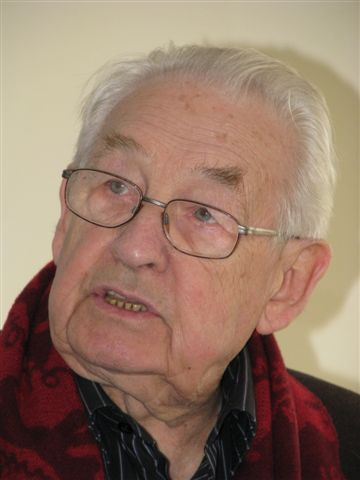
Andrzej Wajda, 2008.

Andrzej Wajdas filmer kommenterar ofta samtiden, som till exempel Aska och diamanter (1959). Wajda var starkt engagerad i medborgarrättsrörelsen under kommunismens sista decennium. Filmer som Marmormannen (1977) och Järnmannen (1981) kommenterar livsvillkoren under efterkrigsåren, medan Dirigenten (1980) diskuterar konstnärskap i ett totalitärt klimat. Det förlovade landet (1975) bygger på nobelpristagaren Władysław Reymonts roman om industrialismens genombrott i Polen. I september 2007 hade hans film Katyn premiär. Filmen tar upp Katynmassakern 1940, som genom en 50-årig förnekelse och historieförfalskning har blivit ett nationellt trauma.
Andrzej Wajda har belönats med en Heders-Oscar för sitt livsverk och med Guldpalmen i Cannes för Järnmannen.

## Filmografi (urval)
- 1955 – En generation
- 1957 – Medan döden väntar
- 1958 – Aska och diamanter
- 1962 – Kärlek vid 20 år (delen "Warsaw")
- 1975 – Det förlovade landet
- 1977 – Marmormannen
- 1980 – Dirigenten
- 1981 – Järnmannen
- 1983 – Danton
- 1990 – Korczak
- 1999 – Herr Tadeusz
- 2002 – Zemsta
- 2007 – Katyn
- 2013 – Wałęsa

## Teater
Regi
- 1994 – Spöksonaten av August Strindberg, Dramaten